# 서영배 (1935년)
서영배(徐永培, 1935년 3월 10일 ~ 2024년 2월 6일)는 대한민국의 교육인이다.

## 학력
- 사천농업고등학교 졸업
- 1955년 ~ 1959년 부산대학교 법과대학 법률학과 졸업
- 1972년 ~ 1973년 건국대학교 대학원 법학과 수료
- 1982년 ~ 1990년 경희대학교 대학원 법학 박사

## 약력
- 1970년 진주농과대학 근무
- 1974년 경상대학교 조교수, 부교수
- 1976년 ~ 1988년 경상대 전임강사,조교수,부교수
- 1982년 경상대학교 법경대 교무과장
- 1984년 경상대학교 법경대 학장
- 1986년 경상대학교 학생처 처장
- 1988년 경상대학교 법경대 법학과 교수
- 1990년 경상대학교 법경대 학장, 한국가족법학회 이사
- 1992년 ~ 1993년 영남민사법학회 회장
- 1992년 ~ 1994년 한국민사법학회 부회장
- 1995년 ~ 1999년 2월 경상국립대학교 제5대 총장
- 1998년 10월 제2건국 범국민추진위원회 위원

## 논문
- 1974년 유책배우자 이혼청구(석사학위논문)
- 1989년 유책배우자의 이혼청구권에 관한 연구(박사학위논문)
- 1992년 파탄주의 이혼원인에 대한 비교법적 고찰
- 1993년 한국민법상 이혼청구에 대한 판례의 검토

## 수상 내역
- 1972년 공로표창장 - 문교부장관
- 1983년 국민교육헌장 선포기념표창 - 문교부장관

## 가족 관계
- 장남: 서정훈(1967년 2월 18일 ~ )
- 차남: 서재철(1969년 1월 16일 ~ )
- 삼남: 서제원(1979년 12월 5일 ~ )